# Будинок Клюкви
Будинок Клюкви, споруджений у 1905 році в місті Вишгород (Київська область), є творінням десятника Івана Шкільного, відомого також як Клюква. Ця архітектурна споруда має статус пам'ятки місцевого значення, але сьогодні вимагає реконструкції через свій аварійний стан. Адреса будинку — вулиця Шкільна, 58.

## Історія
У Вишгороді в 1905 році з'явилося два нових об'єкти, для будівництва яких використовувалася цегла — це будинок Івана Шкільного, який отримав назву будинку Клюкви, а також будівля земської школи. Дата закінчення будівництва об'єктів невідома. Згідно з розповідями нащадків Івана Шкільного, він зайнявся спорудженням будинку разом зі своїм сином Дмитром, будівництво тривало сім років через обмежену кількість коштів. Спочатку було збудовано підвальне приміщення і перший поверх, пізніше було добудовано другий поверх. Влітку будинок здавався в оренду відпочивальникам, які приїжджали з Москви та Санкт-Петербурга. Власник будинку Іван Федорович Шкільний був заможною людиною та працював десятником. Він отримав прізвисько Клюква. Довгий час служив рекрутом і отримав землю у Вишгороді як нагороду від царя після російсько-турецької війни у 1850-х роках. Івана Шкільного було нагороджено орденом Святої Анни IV ступеня за хоробрість. Він був двічі одружений, у першому шлюбі у нього народився син Дмитро та дочка, у другому шлюбі було 14 дітей. У 1930-х роках під час колективізації Івана Шкільного розкуркулили. Разом з дружиною він переїхав до Києва до дочки, де й помер у лютому 1933 року.
Влітку 2018 року з'явилася інформація щодо проведення відновлювальних та ремонтних робіт у будинку Клюкви, особливо робіт, які покращили б фасад будинку. Роком раніше були проведені роботи з відновлення та зміцнення першого поверху будинку та даху.

## Галерея

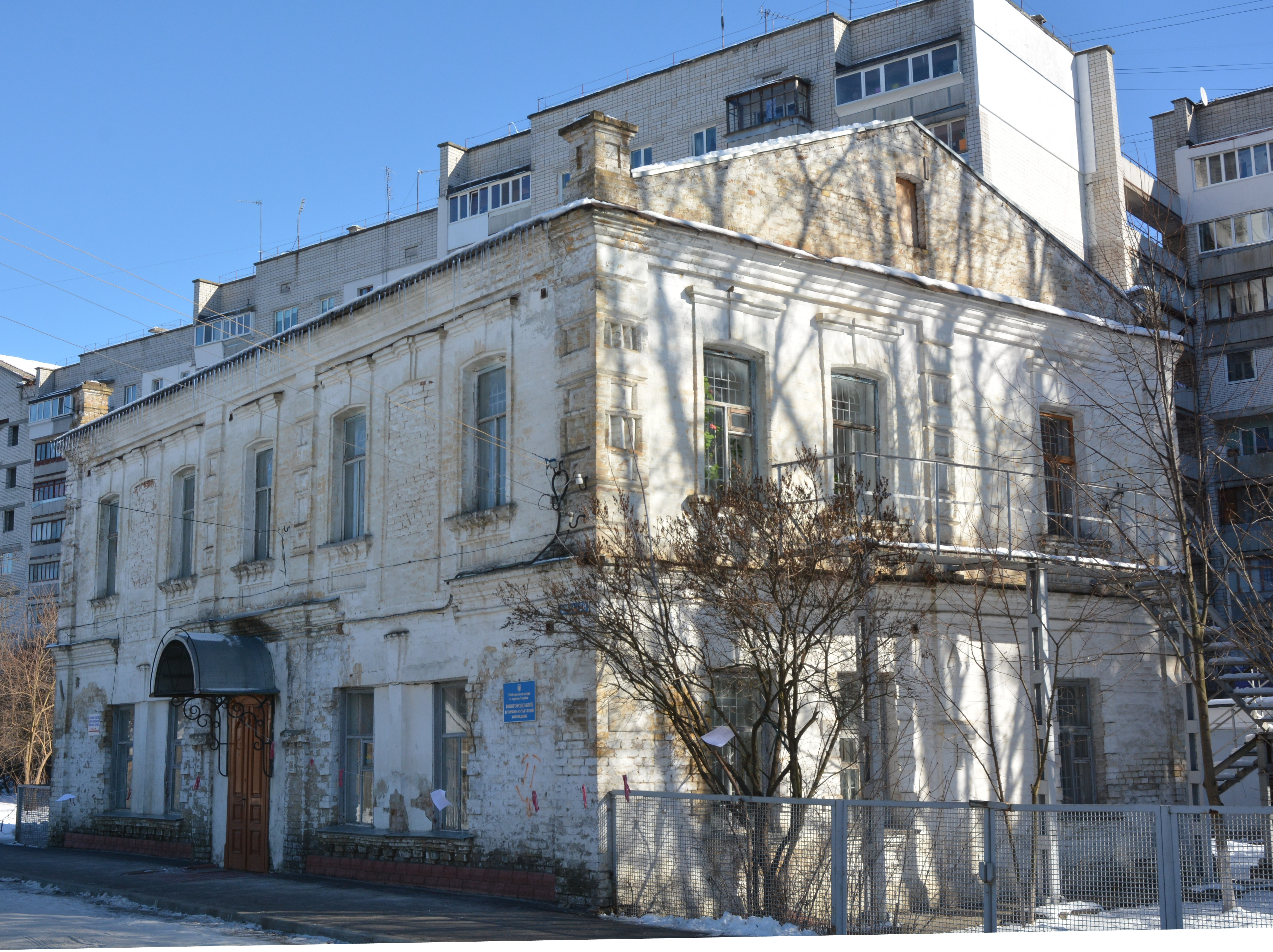
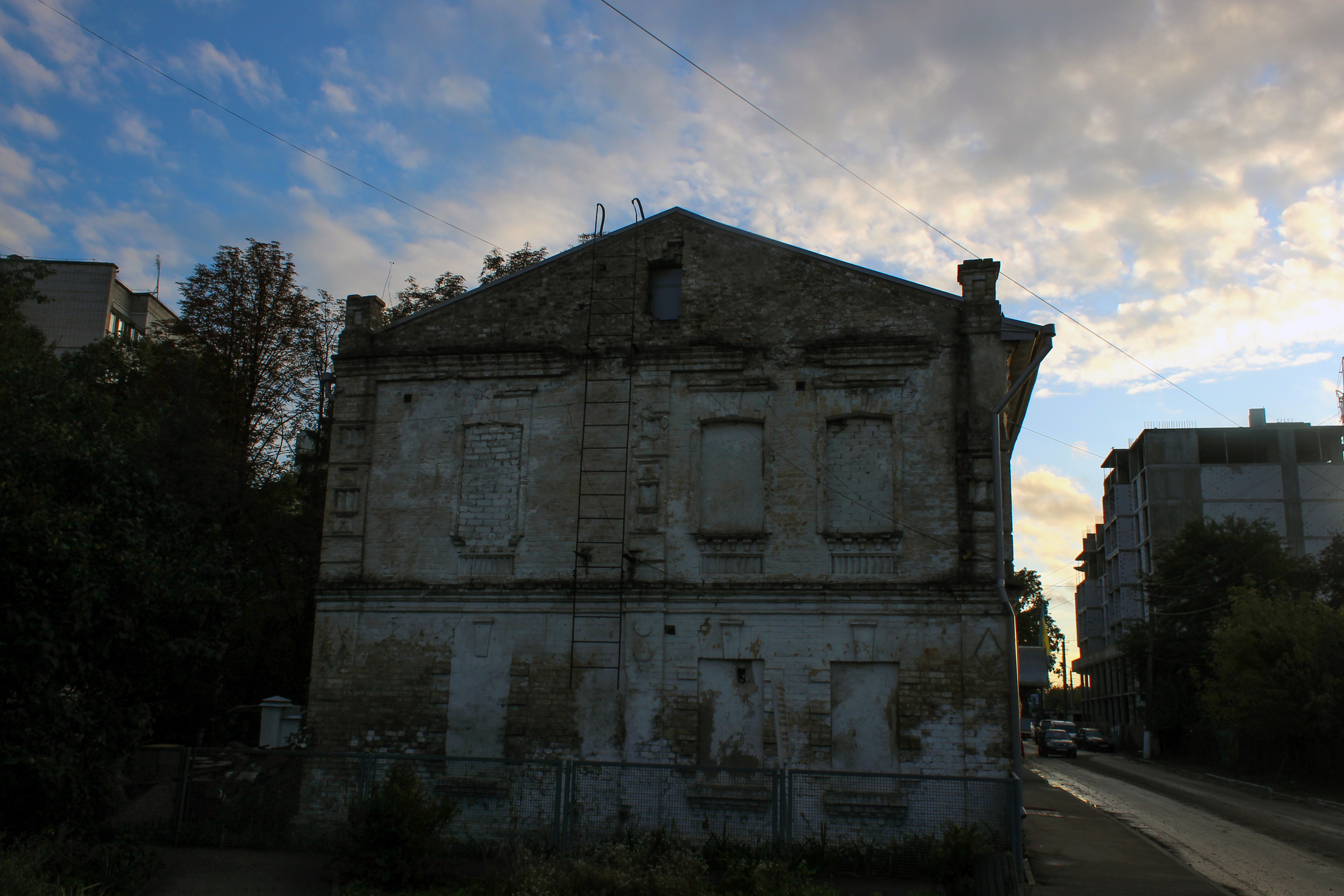
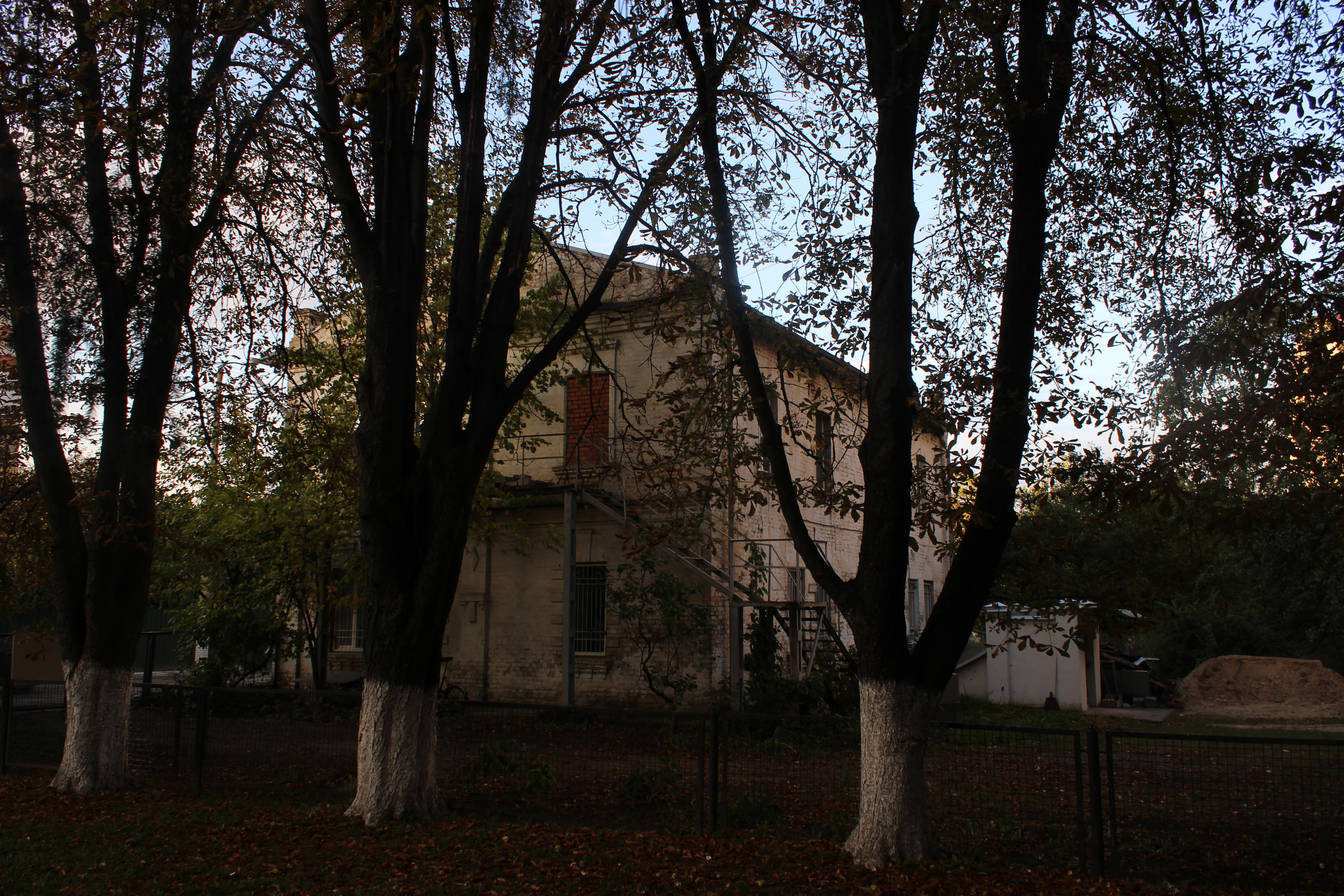
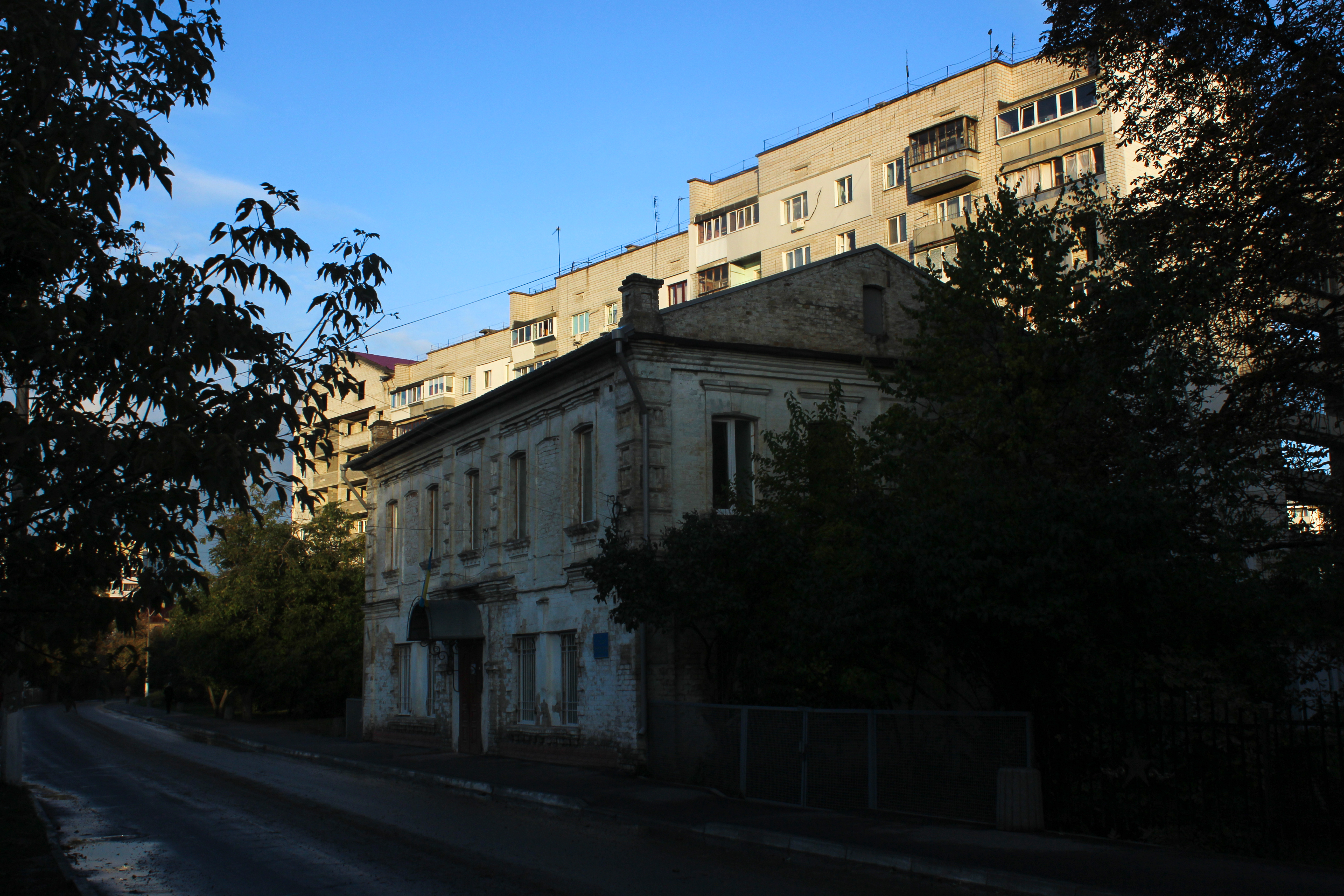
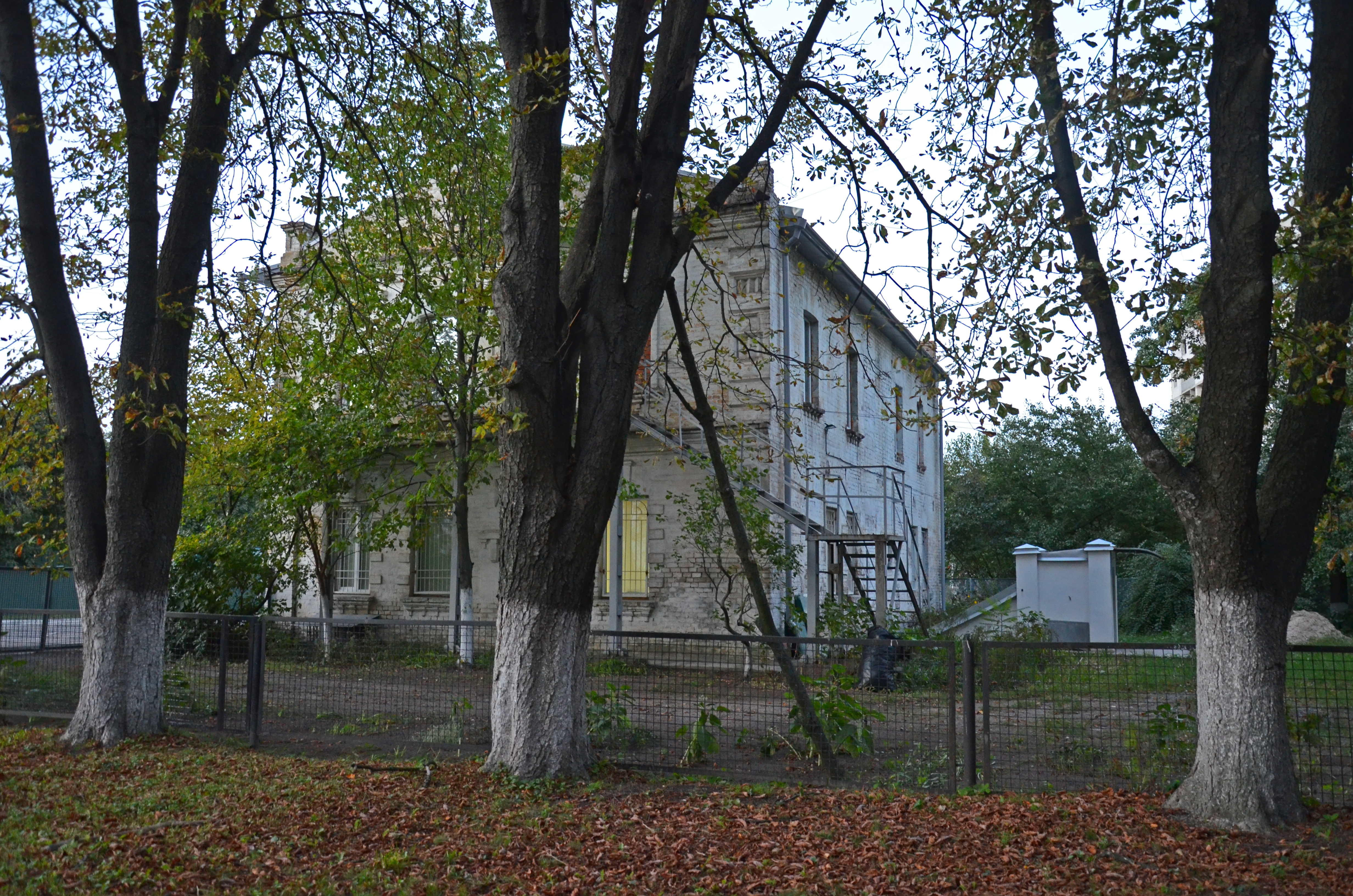